# Víctor Hugo Romero
Víctor Hugo Romero (n. Posadas, Provincia de Misiones, Argentina, 31 de mayo de 1949) es un exfutbolista argentino que jugó en la posición de delantero, militó en diversos clubes de su país y de Sudamérica.

## Trayectoria
Víctor Hugo Romero se inició en las divisiones inferiores de Huracán, pero debuta como profesional con la camiseta de Boca Juniors, emigra a Bolivia donde en el año 1969, llegó junto con su compatriota Luis Fernando Bastidas, otro juvenil xeneize, pasó las siguientes tres temporadas jugando para FBC Melgar. Luego jugó en Universitario, Palestino, regreso a Bolivia para jugar por Club Bolívar y The Strongest, equipo donde debutó en el extranjero. Militó en Liga Deportiva Universitaria de Quito de Ecuador en 1979, antes de su retiro definitivo.

## Clubes
| Club                      | País      | Año       |
| ------------------------- | --------- | --------- |
| Huracán                   | Argentina | 1965      |
| Boca Juniors              | Argentina | 1966-1969 |
| The Strongest             | Bolivia   | 1969-1970 |
| FBC Melgar                | Perú      | 1971-1973 |
| Universitario de Deportes | Perú      | 1974      |
| Palestino                 | Chile     | 1975      |
| Club Bolívar              | Bolivia   | 1976-1977 |
| The Strongest             | Bolivia   | 1978-1979 |
| Liga de Quito             | Ecuador   | 1979      |

## Palmarés

### Torneos nacionales
| Título           | Club         | País    | Año  |
| ---------------- | ------------ | ------- | ---- |
| Primera División | Club Bolívar | Bolivia | 1976 |